# Sånga kyrka, Härnösands stift
Sånga kyrka är en kyrkobyggnad i Sånga i Härnösands stift. Den är församlingskyrka i Multrå och Sånga församling. Klockstapeln utanför kyrkan uppfördes ca 1850.

## Kyrkobyggnaden
Nuvarande kyrka uppfördes i sten på 1200-talet eller 1300-talet och ersatte sannolikt en tidigare träkyrka. Under 1400-talet försågs innertaket med två stjärnvalv. Interiören präglas av en restaurering som genomfördes på 1770-talet då nuvarande altaruppsats och predikstol tillkom. Under golvet i sakristian finns en källa med vatten som ansetts vara hälsobringande. Hit har människor i århundraden vallfärdat.

## Inventarier
- En träskupltur från 1200-talet samt två altarskåp finns numera på museum.
- En paten är från 1300-talet.
- Orgeln med fem stämmor, en manual och pedal är tillverkad 1898 av P.L. Åkerman.

### Webbkällor
- ”Sånga kyrka”. Arkiverad från originalet den 18 april 2013. https://archive.today/20130418110719/http://hem.passagen.se/matswest/kyrka.htm. Läst 19 oktober 2008.
- Orgeln i Sånga kyrka i Ångermanland
- Länsmuseet Västernorrland